# Lettres ramistes
Les lettres ramistes sont les lettres J et U de l'alphabet latin. Ce qualificatif vient du nom de l'humaniste Pierre de La Ramée, qui a proposé en 1562 d'introduire ces deux lettres dans l'orthographe latine, comme l'avaient déjà proposé Antonio de Nebrija en 1492 et Gian Giorgio Trissino en 1524.

## Histoire

### En France
À l'origine, ces lettres étaient de simples variantes graphiques des lettres I et V, lesquelles notaient, en latin classique, tant un son voyelles [i] et [u], tantôt une semi-voyelles [j] et [w]. La distinction phonétique s'est accentuée en latin vulgaire (au moins à l'initiale) par durcissement des semi-voyelles en fricatives ou affriquées, aboutissant par exemple en français à [ʒ] et [v]. Dans la langue française, la distinction graphique entre les lettres  I et J et entre U et V s'est développée dans les manuscrits, mais l'usage imprimé a longtemps dépendu de leur position dans le mot plutôt que de la prononciation.
À partir de la Renaissance, l'usage s'est  progressivement établi de ne plus représenter par un même graphème des  phonèmes différents, et les lettres ont été définitivement distinguées, à des dates différentes selon les langues. En français, leur usage distinctif a été recommandé par Pierre de la Ramée dans sa Gramere parue en 1562; un siècle plus tard, en 1663, Pierre Corneille (académicien depuis 1647) défend l'utilisation des lettres J et V dans l'Avis au lecteur de l'édition de ses œuvres, et encourage la diffusion des « lettres ramistes » (entre autres nouveautés qu'il préconise),. Corneille laisse par ailleurs entendre qu'il s'est inspiré de la pratique des imprimeurs hollandais: 

« Ces quatre Volumes contiennent trente deux Pièces de Théatre. (...) Vous pourrez trouver quelque chose d’étrange aux innovations en l’orthographe que j’ay hazardées icy, et je veux bien vous en rendre raison. L’usage de nostre Langue est à present si épandu par toute l’Europe, principalement vers le Nord, qu’on y voit peu d’Estats où elle ne soit connuë ; c’est ce qui m’a fait croire qu’il ne seroit pas mal à propos d’en faciliter la prononciation aux Estrangers, qui s’y trouvent souvent embarrassez par les divers sons qu’elle donne quelquefois aux mesmes lettres. Les Hollandois m’ont frayé le chemin, et donné ouverture à y mettre distinction par de différents Caractéres, que jusqu’ icy nos Imprimeurs ont employé indifféremment. Ils ont separé les i et les u consones d’avec les i et les u voyelles, en se servant tousiours de l’j et de l’v, pour les premiéres, et laissant l’i et l’u pour les autres, qui jusqu’à ces derniers temps avoient esté confondus. »

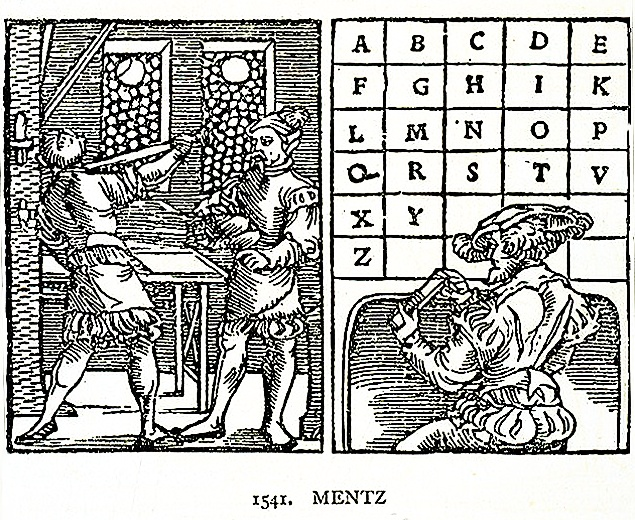
L'alphabet latin et ses vingt-trois lettres, en 1541.

Il faudra cependant attendre 1762 et la quatrième édition du Dictionnaire de l'Académie française pour voir la distinction I / J et U / V adoptée: J devient la dixième lettre de l'alphabet (à la suite de I), et V la vingt-deuxième (à la suite de U). L'alphabet français passe alors de vingt-trois à vingt-cinq lettres (la vingt-sixième, W, entrant officiellement dans l'alphabet français seulement au cours du XXe siècle).

### En Espagne
Le grammairien Antonio de Nebrija semble avoir été le premier à émettre la proposition de différencier les lettres I, J, et les lettres V, U selon leur prononciation.
En 1492 dans sa grammaire , Nebrija note déjà que la lettre I a deux offices, l’un lorsqu’elle est vocale, l’autre lorsqu’elle est consonante. Il fait une remarque similaire concernant la lettre U, tout en remarquant qu’il y a dans les textes contemporains aussi deux écritures pour cette lettre, l’une utilisée au début des mots , l’autre à l’intérieur des mots . Il propose alors d’attribuer plutôt une graphie à chaque prononciation. Et finalement il propose un nouvel alphabet contenant les lettres I, J, V, U (mais pas la lettre Y!).

### En Italie
Trente ans après Antonio de Nebrija, mais quarante ans avant Pierre de La Ramée, Gian Giorgio Trissino propose en 1524 une réforme de l'alphabet italien par laquelle certaines formes de lettres deviennent des lettres à part entière. En particulier:
- les deux formes existantes de I deviennent les deux lettres i et j, avec comme majuscules correspondantes I et J ;
- les deux formes existantes de V deviennent les deux lettres u et v, avec comme majuscules correspondantes U et V[11]

## Éditions modernes
Dans les éditions modernes de textes latins, il existe plusieurs styles de typographie prenant plus ou moins en compte les lettres ramistes.
- La typographie la plus usuelle aujourd'hui en France distingue I et U voyelles de J et V semi-voyelles.
- Un autre style, systématique en Italie[12] et courant dans les pays anglophones. consiste à distinguer U de V mais à n'utiliser que I.
- Certaines éditions archaïsantes continuent à utiliser ces lettres comme variantes de position. En particulier, V est typiquement utilisé à l'initiale et comme majuscule, et U dans les autres positions.
- La typographie imitant l'épigraphie n'utilise que I et V majuscules.